# Lee Ho-seung
Lee Ho-Seung (sinh ngày 21 tháng 12 năm 1989) là một cầu thủ bóng đá Hàn Quốc thi đấu cho Jeonnam Dragons.

## Thống kê câu lạc bộ
| Thành tích câu lạc bộ | Thành tích câu lạc bộ | Thành tích câu lạc bộ | Giải vô địch | Giải vô địch | Cúp                   | Cúp                   | Tổng cộng | Tổng cộng |
| Mùa giải              | Câu lạc bộ            | Giải vô địch          | Số trận      | Bàn thắng    | Số trận               | Bàn thắng             | Số trận   | Bàn thắng |
| Nhật Bản              | Nhật Bản              | Nhật Bản              | Giải vô địch | Giải vô địch | Cúp Hoàng đế Nhật Bản | Cúp Hoàng đế Nhật Bản | Tổng cộng | Tổng cộng |
| --------------------- | --------------------- | --------------------- | ------------ | ------------ | --------------------- | --------------------- | --------- | --------- |
| 2011                  | Consadole Sapporo     | J2 League             | 36           | 0            |                       |                       |           |           |
| Quốc gia              | Nhật Bản              | Nhật Bản              | 36           | 0            |                       |                       |           |           |
| Tổng                  | Tổng                  | Tổng                  | 36           | 0            |                       |                       |           |           |